# 小行星51599
小行星51599（51599 Brittany）是一颗绕太阳运转的小行星，为主小行星带小行星。该小行星于2001年4月28日发现。
該小行星以發現者洛倫·C·波爾的姪子布列塔尼·強森（Brittany Johnson）命名。

## 轨道参数
小行星51599的轨道半长轴为2.2718327 UA，离心率为0.169。